# Cocytotettix
Cocytotettix is een geslacht van rechtvleugeligen uit de familie veldsprinkhanen (Acrididae). De wetenschappelijke naam van dit geslacht is voor het eerst geldig gepubliceerd in 1906 door Rehn.

## Soorten
Het geslacht Cocytotettix omvat de volgende soorten:
- Cocytotettix argentina Bruner, 1900
- Cocytotettix intermedia Bruner, 1900
- Cocytotettix pulchripennis Bruner, 1900